# تصويتات حجب الثقة في مجلس الأمة الكويتي
تصويتات مجلس الأمة الكويتي بحجب الثقة حيث يمكن أن يؤدي استجواب وزراء الحكومة إلى عزلهم أو ما يُسمى «سحب الثقة» منهم، وهو ما تتجنبه الحكومة عادةً بالاستقالة، أوبالتعديل الوزاري، أو ربما حل الهيئة التشريعية. منذ إنشاء مجلس الأمة الكويتي في عام 1962، تم استجواب أكثر من 30 وزيراً، مما أجبر البعض على الاستقالة، وحدث استجواب لرئيس الوزراء مرة واحدة في 28 مارس 2012.

## الجمعية الوطنية الأولى

### وزير الشؤون الاجتماعية والعمل عبد الله مشاري الروضان
طلب النائب محمد أحمد الرشيد استجواب الوزير لكنه توصل بعد ذلك إلى اتفاق وسحب طلبه.

### وزير الكهرباء والماء الشيخ جابر العلي السالم الصباح
ناقش النائب راشد صالح التوحيد الاستجواب، لكن لم يتم تقديم أي مقترحات وانتقل المجلس الوطني للنظر في جدول أعماله.

## الجمعية الوطنية الثانية

### وزير العدل خالد الجسار
ناقش النواب سليمان الدويخ وحمد العيار وناصر العصيمي عملية الاستجواب على مدى جلستين ولم يتخذ قرار آخر. طلب بعض النواب تشكيل لجنة تحقيق ولم تتم الموافقة على هذا الطلب وتم تأجيل الجلسة.

## الجمعية الوطنية الثالثة

### وزير المالية والنفط عبد الرحمن سالم العتيقي
تم استجواب الوزير من قبل النائب خالد مسعود الفهيد لكن لم يتم عزله.

### وزير التجارة والصناعة خالد سليمان العدساني
استجوب النواب علي ثنيان الغانم وسامي المنيس وعبد الله النيبري الوزير، لكنه نجا من تصويت حجب الثقة الذي تلا ذلك.

### وزير المالية والنفط عبد الرحمن سالم العتيقي
استجوب النواب أحمد النفيسي وعبد الله النيباري وسالم المرزوق الوزير. لكنه نجا من تصويت حجب الثقة الذي تلا ذلك.

## الجمعية الوطنية الخامسة

### وزير الصحة الدكتور عبد الرحمن العوضي
قاد النائب خليفة طلال الجيري النقاش لاستجواب الوزير. ورفض الوزير تقديم البيانات بناءً على سرية العلاقات بين الأطباء والمرضى وتم إحالة القضية إلى المحكمة الدستورية التي حكمت لصالح الوزير. كانت هذه هي المرة الأولى التي يحيل فيها وزير مثل هذه القضية إلى المحكمة الدستورية.

### وزير الشؤون الاجتماعية والعمل حمد عيسى الرجيب
قدم النواب خالد سلطان العيسى ومشاري العنجري وخالد الجميان الدعوة لاستجوابه. لكن تم سحب طلب الاستجواب بسبب الظروف الأمنية المحيطة بتفجيرات 1983.

### وزير الكهرباء والماء خلف الخلف
استجوب النائب أحمد التوكيم الوزير، ووكانت ردود الوزير كافية لسحب طلب التصويت بحجب الثقة.

## الجمعية الوطنية السادسة

### وزير العدل والشؤون القانونية الشيخ سلمان الدعيج الصباح
طلب النواب مبارك الدويلة والدكتور أحمد الروبي وحمد الجوعان استجواب الوزير، وفي 7 مايو 1985 استقال الوزير قبل يومين من إجراء الاستجواب. وكان هذا ثاني وزير من الأسرة الحاكمة يتم استجوابه واستقالته.

### وزير الاتصالات عيسى المزيدي
قدم الطلب النواب محمد سليمان المرشد وفيصل الصانع وأحمد باقر.

### وزير المالية والاقتصاد جاسم الخرافي
قدم النائب ناصر البناي طلب الاستجواب.

### وزير النفط والصناعة الشيخ علي الخليفة الصباح
قام النواب عبد الله النفيسي وجاسم القطامي ومشاري العنجري باستجواب الوزير، واستجابة لذلك قام الأمير بحل مجلس الأمة في 3 يوليو 1986..

### الدكتور حسن الإبراهيم وزير التعليم والتعليم العالي
الاستجواب الذي قدمه النواب راشد الحجيلان وأحمد الشريان ومبارك الدويلة كان مدرجاً على جدول أعمال المجلس، ولكن تم حل المجلس في 3 يوليو 1986 ولم يتم استجوابه.

## الجمعية الوطنية السابعة

### أحمد الربعي وزير التعليم والتعليم العالي
استجوب النائب مفرج نهار المطيري الوزير أحمد الربعي. ولكن نجا الوزير من التصويت بحجب الثقة. كان هذا هو ثالث وزير منتخب يتم استجوابه وأول وزير منتخب يتم تقديم اقتراح بحجب الثقة بحقه.

## الجمعية الوطنية الثامنة

### النائب الثاني لرئيس مجلس الوزراء / وزير المالية ناصر الروضان
قام النواب سامي المنايس وأحمد المليفي ومشاري العصيمي باستجواب الوزير، لكنهم فشلوا في الحصول على العدد المطلوب من الموقعين للتصويت على اقتراح حجب الثقة. ومع ذلك، استقال الوزير في 15 نوفمبر 1997.

### وزير الإعلام الشيخ سعود الناصر الصباح
قام النواب الدكتور وليد الطبطبائي ومحمد العليم والدكتور فهد الخنا باستجواب الوزير، لكن الحكومة استقالت قبل يوم واحد من التصويت بحجب الثقة. بعد إعادة تشكيل الحكومة، أعيد تعيين الوزير في الحكومة كوزير للنفط ووزير الصحة بالإنابة. كانت هذه أول استقالة للحكومة ورابع وزير من الأسرة الحاكمة يتم استجوابه.

### وزير الداخلية الشيخ محمد الخالد الصباح، يونيو 1998
طلب النائب سيد حسين القلاف استجوب الوزير في 15 يونيو 1998. وكان هذا هو الوزير الخامس من الأسرة الحاكمة الذي يتم استجوابه.

### وزير العدل / الأوقاف ووزير الشؤون الإسلاميةأحمد الكليب، مايو 1999
طلب النائب عباس الخضري استجوب الوزير في 4 مايو 1999. ثم قدم 20 نائبا تصوتين لاقتراح حجب الثقة ضد الوزير. في وقت لاحق، تم حل المجلس دستوريا. كان هذا أول حل دستوري للبرلمان. كان الكليب رابع وزير منتخب يتم استجوابه وثاني وزير منتخب يُقدم ضده اقتراح بعدم الثقة. كانت المرة الأولى التي تم فيها تقديم تصويتين بحجب الثقة.

## الجمعية الوطنية التاسعة

### وزير الكهرباء والماء / وزير الدولة لشؤون الإسكان د. عادل الصبيح
طلب النواب وليد الجيري ومسلم البراك ومرزوق الحبيني استجواب الوزير، لكنه نجا من تصويت حجب الثقة.

### الوزير الهاشل - يناير 2001
طلب النائب سعيد القلاف استجواب الوزير في 27 يناير 2001. ومع ذلك، استقال مجلس الوزراء قبل أن يحدث الاستجواب.

### وزير العدل / الأوقاف ووزير الشؤون الإسلامية أحمد باقر - يناير 2002
طلب النائب سيد حسين القلاف استجوب الوزير في 8 يناير 2002. كان هذا هو الوزير الخامس المنتخب الذي يتم استجوابه والمرة الثانية التي تسعى فيها الحكومة للحصول على تفسير لبعض المواد من المحكمة الدستورية.

### وزير التعليم والتعليم العالي د. مساعد الهارون - أبريل 2002
طلب النائب حسن جوهر استجوب الوزير في 2 أبريل 2002.

### وزير المالية الدكتور يوسف الإبراهيم - يونيو 2002
قام النائبان مسلم البراك ومبارك الدويلة باستجواب الوزير في 24 يونيو 2002. وكانت نتيجة التصويت بحجب الثقة لصالح الوزير. ومع ذلك، استقال الوزير في 25 يناير 2003.

### وزير الكهرباء والماء / وزير الشؤون الاجتماعية والعمل طلال العيار - ديسمبر 2002
طلب النائب سيد حسين القلاف استجواب الوزير في 16 ديسمبر 2002. وكان هذا هو سادس وزير منتخب يتم استجوابه.

### نائب رئيس الوزراء / وزير الدولة لشؤون مجلس الوزراء والجمعية الوطنية محمد شرار - مارس 2003
قام النائب عبد الله النيبري باستجواب الوزير في 3 مارس 2003 وكانت نتيجة اقتراح حجب الثقة لصالح الوزير.

### نائب رئيس مجلس الوزراء / وزير الدفاع الشيخ جابر المبارك الصباح - مايو 2003
طلب النائب أحمد نصار الشريان استجوب الوزير يوم 12 مايو 2003، لكن النائب سحب طلبه قبل يوم واحد من مناقشة الاستجواب.

## الجمعية الوطنية العاشرة

### وزير المالية محمود النوري - مارس 2004
طلب النائب مسلم البراك استجوب الوزير في 8 مارس 2004. وقدم الوزير استقالته بعد أن نجا بصعوبة من اقتراع حجب الثقة.

### وزير الصحة محمد الجارالله - أيار 2004
طلب النائب سيد حسين القلاف استجواب الوزير في 3 مايو 2004.

### رئيس الوزراء / وزير الدولة لشؤون مجلس الوزراء / وزير الدولة للشؤون الوطنية محمد ضيف الله شرار
طلب النائبان أحمد المليفي وعلي الراشد استجواب الوزير في 6 ديسمبر 2004.

### وزير الإعلام محمد أبو الحسن - يناير 2005
في 23 مايو 2004، هدد النائب الطبطبائي باستجواب الوزير أبو الحسن بسبب السماح بعرض برنامج ستار أكاديمي في الكويت. كان من المفترض أن يستجوب النواب عوض براد ووليد الطبطبائي وفيصل المسلم الوزير في 3 يناير 2005، ولكن استقال الوزير قبل 24 ساعة من الاستجواب. ثم في فبراير تم تعيين أنس الرشيد في منصب وزير الإعلام الجديد.

### وزير العدل أحمد باقر - يناير 2005
طلب النائب جمال العمر استجوب الوزير في 10 يناير 2005.

### وزير الصحة محمد الجار الله - أبريل 2005
اتهم النائب ضيف الله بورمية الوزير بتبديد الأموال العامة وتم استجوابه لمدة 12 ساعة في 4 أبريل 2005. ثم في 6 أبريل، استقال الوزير بدلاً من مواجهة اقتراع حجب الثقة.

### رئيس الوزراء الشيخ ناصر محمد الأحمد الصباح - مايو 2006
سعى النواب أحمد السعدون وأحمد المليفي وفيصل المسلم إلى استجواب رئيس الوزراء. رداً على ذلك، قام الأمير بحل المجلس في 21 مايو 2006.

## الجمعية الوطنية الحادية عشرة

### وزير الإعلاممحمد السنوسي- ديسمبر 2006
في 17 ديسمبر 2006، استقال وزير الإعلام محمد السنوسي، قبل يوم من الموعد المقرر لاستجوابه من قبل النائب فيصل المسلم العتيب بسبب مزاعم بأنه حاول تقييد المحطات التلفزيونية الفضائية خلال الانتخابات التشريعية لهذا العام.
ونفى السنوسي أنه قيَّد القنوات التلفزيونية الخاصة، قائلاً إنه طلب منهم فقط التقدم بطلب للحصول على تراخيص. ففي الكويت يجب أن تكون جميع وسائل الإعلام ووسائط البث مرخصة. ظهرت العديد من المحطات الفضائية الخاصة، التي تعمل من الخارج، قبل انتخابات يونيو، حيث تبث مقابلات مع شخصيات معارضة وتغطي الحملات الانتخابية، لكنها معظمها توقف في وقت لاحق.
قاد فيصل المسلم العتيب الحملة ضد السنوسي، مدعيا أن السنوسي كتب إلى وزارة الداخلية طالبا منها معرفة من يملك المحطات التلفزيونية الجديدة حتى يمكن معالجة هذا الوضع «الحساس والخطير». وفي طلب لاستجواب السنوسي، قال المسلم: «ما فعله وزير الإعلام كان ضد مبادئ الحرية، وضد الدستور الذي يضمن حرية التعبير والتعبير والنشر». كما اتهم المسلم الوزير بالفشل في قمع وسائل الإعلام التي كانت معادية للإسلام وتشجع الرذيلة.

### وزير الصحة الشيخ أحمد عبد الله الأحمد - فبراير 2007
قام النواب وليد الطبطبائي وجمعان الحربش وأحمد الشحومي باستجواب الوزير في فبراير 2007، بشأن مزاعم المحسوبية وتدهور الخدمات الصحية التي تقدمها المستشفيات الحكومية وإهدار الأموال العامة عن طريق إرسال أشخاص للعلاج في الخارج على نفقة الدولة بينما يمكن علاجهم في الكويت. دافع الوزير عن نفسه ضد الاتهامات بسوء الإدارة وعدم الكفاءة، واعترف بأنه ارتكب أخطاء وطلب من المدعي العام التحقيق. لكن النواب قرروا أن يواجه تصويتًا بحجب الثقة. ثم استقالت الحكومة في 4 مارس، قبل يوم واحد من التصويت بحجب الثقة.

### وزير النفط، الشيخ علي الجراح الصباح - يونيو 2007
قام النواب مسلم البراك وعبد الله الرومي وعادل السراوي باستجواب الوزير الذي استقال من منصبه قبل إجراء اقتراع بحجب الثقة.

### وزيرة الصحة معصومة المبارك - أغسطس 2007
في 25 أغسطس 2007، قدم النائبان فيصل المسلم العتيب ووليد الطبطبائي إلى رئيس المجلس جاسم الخرافي طلبًا لاستجواب وزيرة الصحة معصومة المبارك إثر حريق مستشفى الجهراء يوم 23 أغسطس الذي أدى إلى مقتل اثنين من كبار السن المرضى. لكن الوزيرة استقالت قبل أن يتم استجوابها.
اتهم الاستجواب الدكتورة معصومة بارتكاب انتهاكات في قسم العلاج الطبي الخارجي ومخالفة القانون الوزاري 2007/25 الصادر عنها بعد توليها منصبها. مبينًا وفقًا للقانون، يمكن فقط إرسال المرضى الذين يعانون من الأمراض التي لا يتوفر علاج لها في الكويت للعلاج في الخارج وفقًا لتوصية لجنة متخصصة من الأطباء والأطباء المسؤولين عن المريض، وفقًا لما قاله النواب في استجوابهم اقتراح «وفقًا للقانون، لا يمكن لوزير الصحة ووكلاء الصحة التدخل في القرار. ومع ذلك، لم يتم تطبيق هذا القانون أبدًا وانتهك مرارًا وتكرارًا بعِلم الوزيرة.» 

### وزير المالية بدر الحميدي - أكتوبر 2007
طلب النائب ضيف الله بومرية استجواب الوزير في 22 أكتوبر 2007.

### وزير الأوقاف والشؤون الإسلامية / وزير العدل الدكتور عبد الله المعتوق - أكتوبر 2007
قدم النائبان وليد الطبطبائي وعلي العمير طلبًا لاستجواب الوزير في 22 أكتوبر 2007.

## الجمعية الوطنية الثانية عشرة

### رئيس الوزراء الشيخ ناصر محمد الأحمد الصباح - نوفمبر 2008
قدم النواب وليد الطبطبائي وعبد الله البرغش ومحمد هيف المطيري طلبًا في 18 نوفمبر 2008 لاستجواب رئيس الوزراء بناءً على تقارير عن تجاوزات أمنية وغياب هيبة الدولة والارتباك الحكومي في إدارة شؤون الدولة وزيادة معدلات الفساد المالي والإداري. واحتجاجا على ذلك استقال مجلس الوزراء.

### رئيس الوزراء ناصر محمد الأحمد الصباح - فبراير 2009
في فبراير 2009، أعلن الحركة الدستورية الإسلامية عن نيتها استجواب رئيس الوزراء. في 5 فبراير 2009، نقلت جريدة القبس عن النائب عاشور قوله إنه يشك في أن خطة استجواب رئيس الوزراء ناصر هي مؤامرة بين الحكومة والحركة الدستورية الإسلامية. في الوقت نفسه، نصح النائب الطبطبائي النواب السلفيين بدعم استجواب الحركة الدستورية الإسلامية.